# 哈利·史密斯 (摔角手)

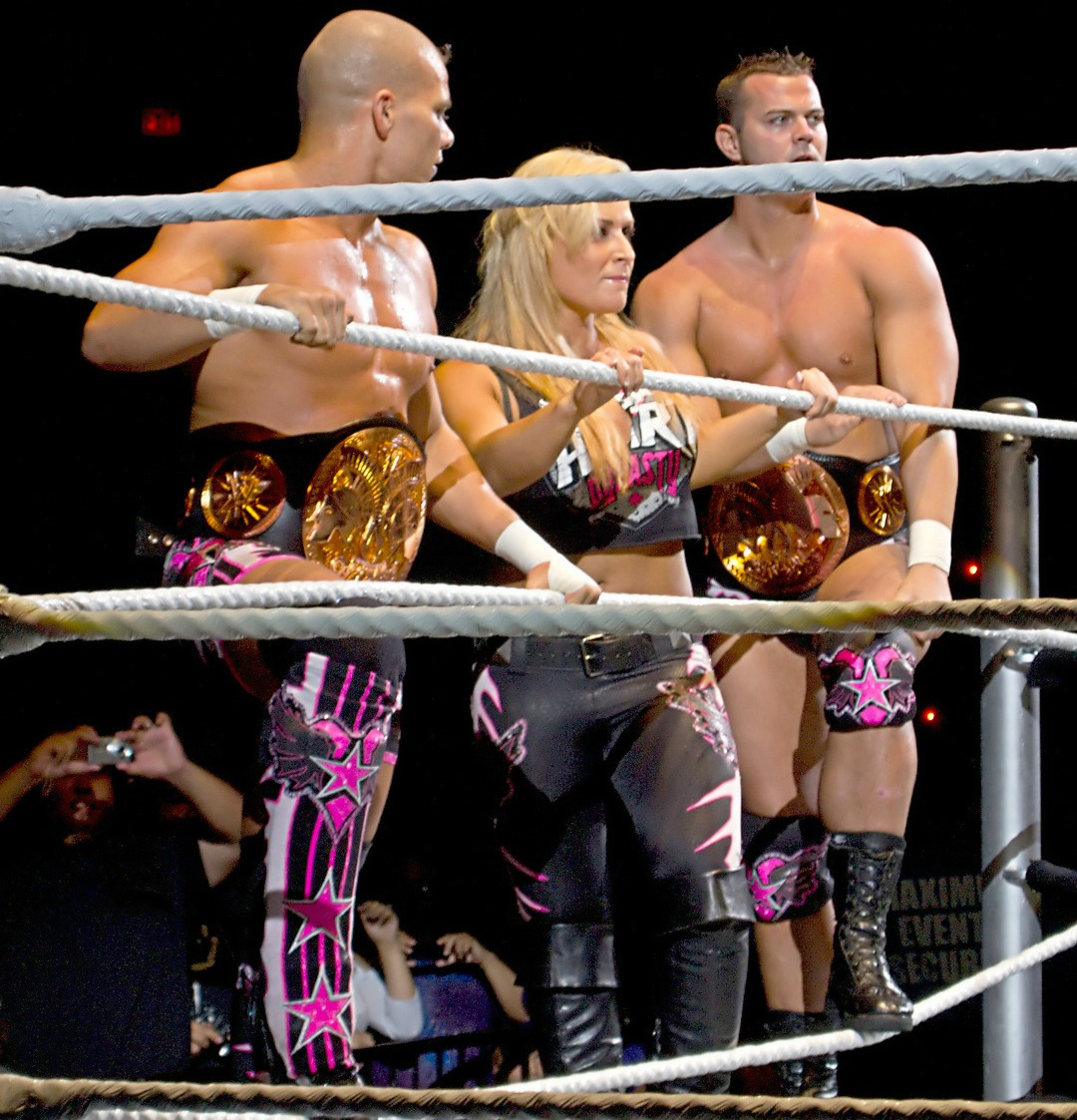
哈特王朝（由左至右分別為泰森·奇德、娜塔莉雅與哈利·史密斯）

哈利·史密斯（1985年8月2日—），是加拿大的職業摔角選手，目前隸屬於MLW美國職業摔角。哈利的父親是名選手英國牛頭犬，外公則是史都·哈特。

## 冠軍及成就
- 世界摔角娛樂
  - WWE雙打冠軍（一次；與泰森·奇德）[11]
  - 世界雙打冠軍（一次；與泰森·奇德）[12]
- 新日本職業摔角
  - 第61代、第63代、第78代IWGP雙打冠軍（三次；與蘭斯·亞夏）
- 全日本職業摔角
  - 第74代三冠重量級冠軍（一次）
- 職業摔角NOAH
- 第33代、第35代GHC雙打冠軍（二次；與蘭斯·亞夏）